# Illés utca
Illés utca est une rue de Budapest, située dans le quartier de Losonci (8e arrondissement).